# 基质 (生物结构)
基质（拉丁語：matrix）在生物学中，是指位于真核生物细胞之间的物质或组织。此术语通常指称结缔组织的冻胶样结构（即细胞外基质），而不是指结缔组织的细胞质。
但术语 matrix，另有别的涵义；例如甲基质（nail matrix）又称甲母质，并不属于一种基质，是指甲根附着处的甲床上皮，能分化和形成甲板，是甲体的生长区；手指甲和脚趾甲就是从甲基质中生长出来的。此外，matrix 亦指让细菌生长的培养基。

## 组织基质

### 细胞外基质
细胞外基质（extracellular matrix）
结缔组织中为细胞提供支持和固定、提供组织间的分离方法、调节细胞间的沟通。细胞外间质调节细胞的动态行为的但不属于所有细胞的部分为细胞外基质。

### 骨基质
骨基质（bone extracellular matrix）
細胞外基質的一種，骨中贮存矿质元素的成分。

## 亚细胞基质

### 线粒体基质
线粒体中内膜内的部分，含大部分有氧呼吸酶，以及线粒体本身遗传物质。内膜和外膜之间的部分被称为膜间腔。

### 核基质
核膜内除次核体外的部分。

### 高尔基体基质
核膜内單層膜，含酵素可分泌物質。